# Onega avella
Onega avella är en insektsart som beskrevs av William Lucas Distant 1908. Onega avella ingår i släktet Onega och familjen dvärgstritar. Inga underarter finns listade i Catalogue of Life.